# Hot Pants (canção de James Brown)
"Hot Pants (She Got to Use What She Got to Get What She Wants)" é uma canção de James Brown gravada em 1971 e lançada naquele mesmo ano em single de três partes pela People Records, distribuído, na época, pela King Records. Foi sucesso número um na parada  R&B e número quinze na parada Pop do EUA. "Hot Pants" foi o último lançamento de Brown com distribuição da  King antes que ele (e a gravadora People) se mudassem para a Polydor Records. A letra da canção é uma ode ao poder cativante dos shorts, que os membros da banda viram pela primeira vez em sua turnê Europeia de 1970.
Como muitos dos funks do repertório de Brown, "Hot Pants" tem sido amplamente sampleado em produções de hip-hop, notavelmente por Eric B. & Rakim em Paid in Full do álbum Paid in Full.

## Músicos
- James Brown - vocais

com os the J.B.'s:
- Fred Wesley - trombone
- Jimmy Parker - saxofone alto
- St. Clair Pinckney - saxofone tenor
- Bobby Byrd - orgão
- Hearlon "Cheese" Martin - guitarra
- Robert Coleman - guitarra
- Fred Thomas - baixo
- John "Jabo" Starks - bateria
- Johnny Griggs - congas[5]

## Outras versões e canções relacionadas
Logo após se mudar para a Polydor, Brown regravou "Hot Pants" para inclusão em seu álbum Hot Pants à ser lançado por sua nova gravadora. A versão com 8:42 minutos de duração do álbum, que nunca foi lançada como single, foi gravada em 12 de julho de 1971, no Rodel Studios, Washington, D.C. com os mesmos músicos da gravação anterior. Foi incluída na compilação de 1986 In the Jungle Groove.
Diversos artistas associados à Brown gravaram canções com o tema das hot pants (uma espécie de short). Bobby Byrd gravou "Hot Pants - I'm Coming, I'm Coming, I'm Coming", lançado pela Brownstone Records em 1972. Esta versão é frequentemente sampleada por seu loop de bateria. Samples notáveis da canção incluem "Fools Gold" dos The Stone Roses, "Papua New Guinea" do Future Sound of London e "Good Vibrations" de Marky Mark and the Funky Bunch. A canção está presente na trilha sonora do jogo Grand Theft Auto: San Andreas na estação Master Sounds 98.3. A esposa de Byrd, Vicki Anderson, também gravou uma "canção resposta", "I'm Too Tough For Mr. Big Stuff (Hot Pants)", pela Brownstone. Os The J.B.'s gravaram uma versão instrumental com o título "Hot Pants Road" como Lado-B do sucesso de 1971 "Pass the Peas".

## Paradas
Billboard Hot 100 (11 semanas, entrou em 3 de julho): alcançou o número 15
Cashbox (10 semanas, entrou em 3 de julho): 69, 36, 26, 16, 14, 10, 17, 24, 36, 57